# جبهة المستقبل
جبهة المستقبل هو حزب سياسي جزائري تأسس سنة 2012 رئيسه فاتح بوطبيق، وهو حزب من تيار الوسط يغلب عليه عنصر الشباب، ويتبنى خطابا مهادنا للنظام الحاكم. حقق الحزب مقعدين في الانتخابات التشريعية سنة 2012 و 14 مقعدا في انتخابات 2017، وحل مرشحه عبد العزيز بلعيد ثالثا بانتخابات الرئاسة لعام 2014 بنسبة 3.36% من الأصوات، خلف الرئيس عبد العزيز بوتفليقة، ورئيس الحكومة السابق علي بن فليس.

## وصلات خارجية
- الموقع الرسمي.